# Le Coup du bouquin
Le Coup du bouquin (France) ou Plan fouéreux (Québec) (The Book Job) est le sixième épisode de la saison 23 de la série télévisée Les Simpson.

## Synopsis
Après la reconstitution publique de l’ère des dinosaures au stade de Springfield, Bart et Lisa se disputent pour acheter des poupées à la boutique. Lorsque soudain, Lisa croit apercevoir le visage de l’auteur de sa collection de livres préférés, la série Angelica Button, déguisée en dinosaure. Elle la poursuit et la démasque, mais celle-ci lui avoue qu’elle fait erreur sur la personne. En effet, c’est l’industrie du livre qui a employé des dizaines de personnes pour écrire ses romans, alors qu’elle, elle n’est qu’un visage sur la couverture pour mieux le vendre, et rien de plus. Déçue et révoltée, Lisa raconte cela à ses parents. Mais l’idée de créer une équipe, d’écrire un livre fantastique pour ado et de le vendre à une industrie pour une grosse somme d’argent retient évidemment l’attention d’Homer. En collaborant avec Bart, Skinner, Patty, Moe et le professeur Frink, ils vont chercher le modus operandi pour écrire un best-seller, alors que Lisa va tenter d’écrire son propre roman pour contrer le leur. Mais un dilemme va se poser à elle…

## Références culturelles

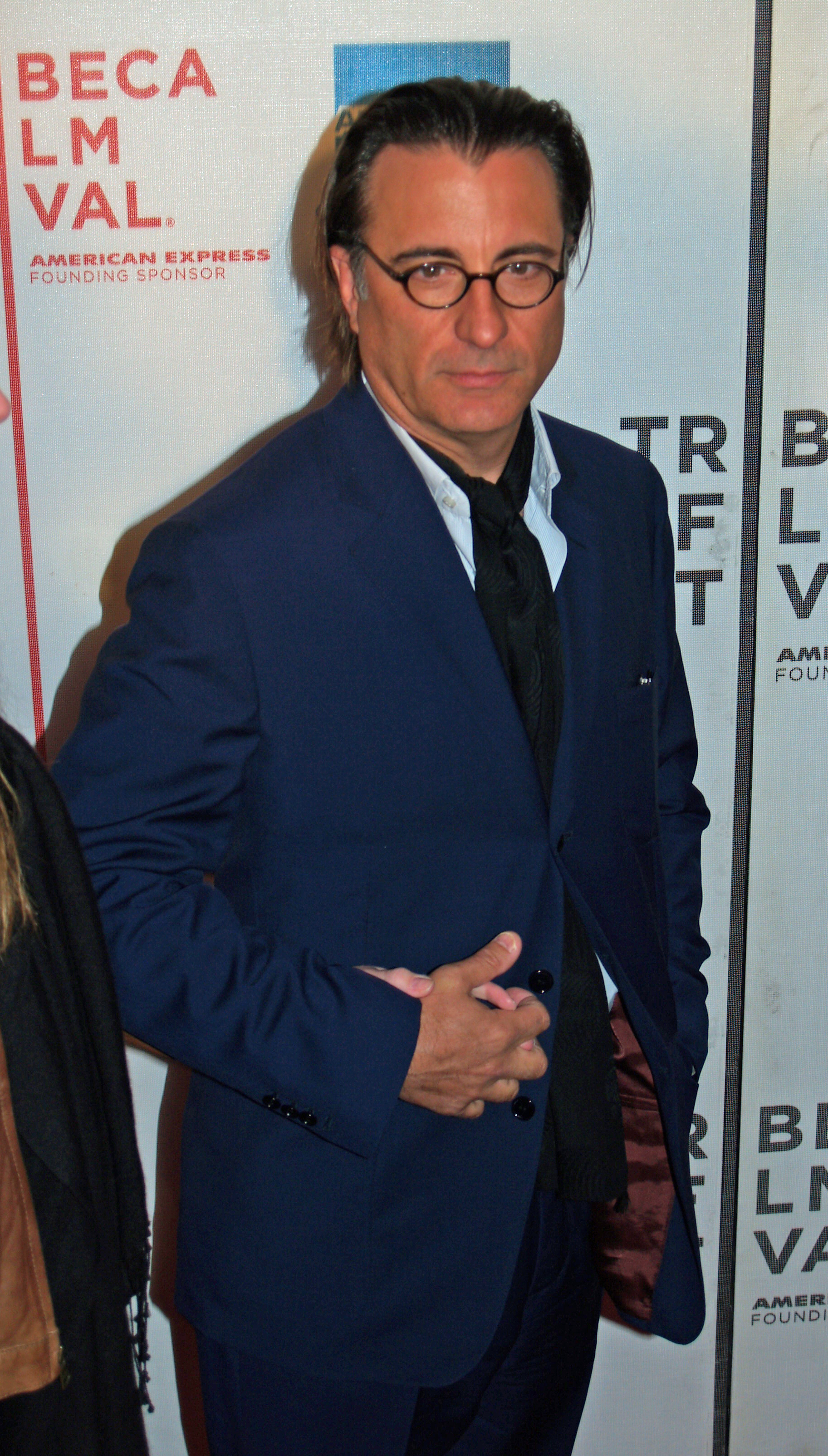
Andy Garcia, qui a souvent joué des rôles de maffiosi, incarne ici un patron d'édition.

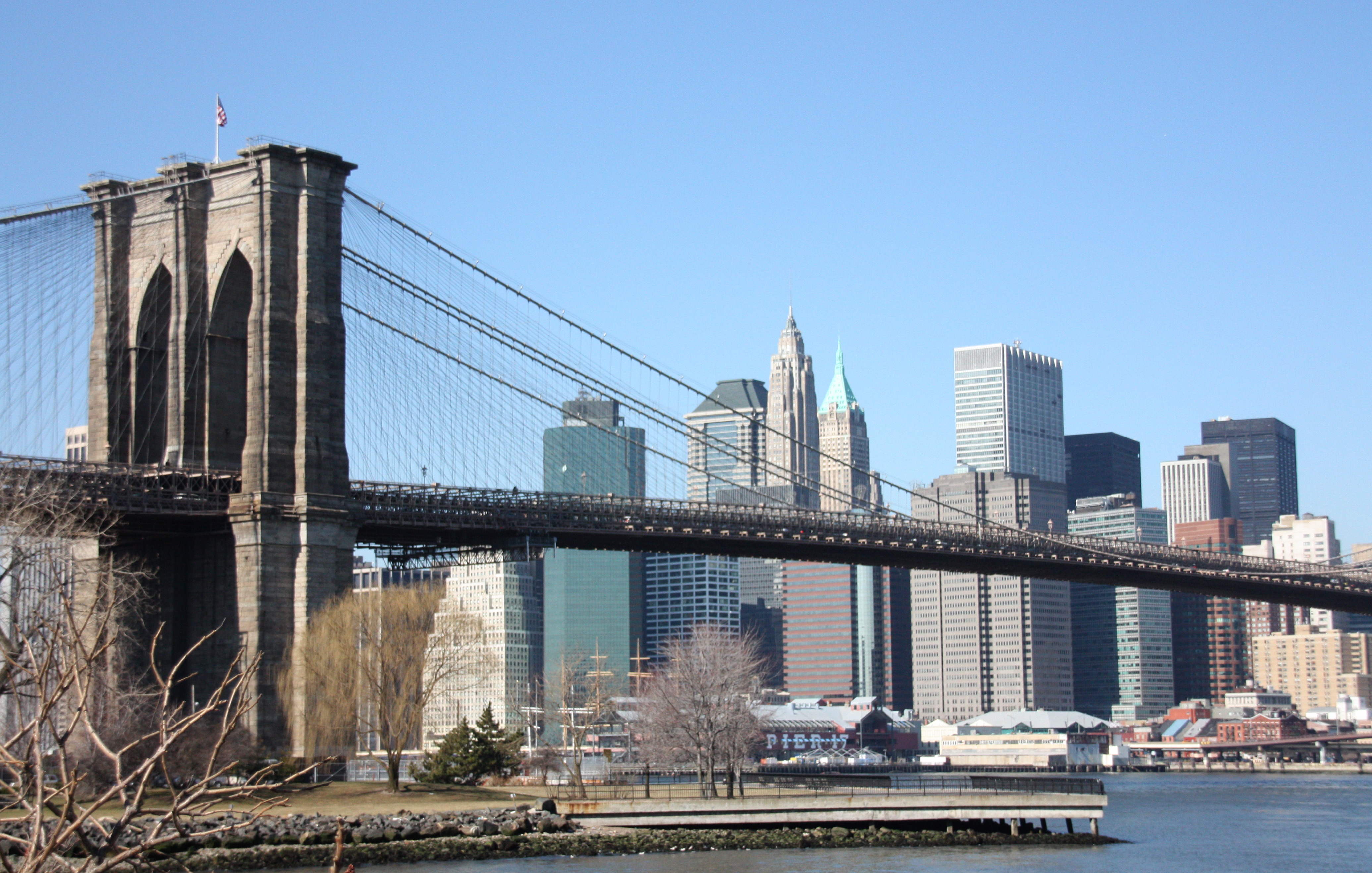
Selon Seymour Skinner, les trolls vivent sous les ponts, et leur école se trouve naturellement sous l'un des plus beaux : le pont de Brooklyn.